# Otto Braun (komunista)

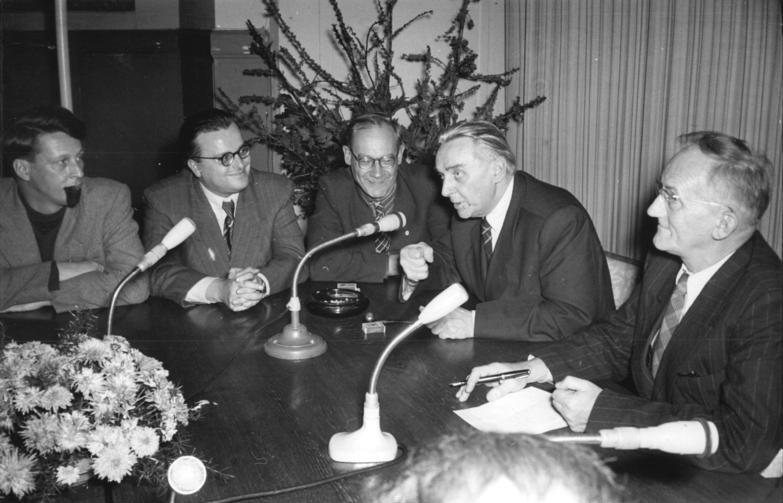
Otto Braun (w środku)

Otto Braun (chiń. 李德 Lǐ Dé, dosł. Li Niemiec; ur. 28 września 1900 w Ismaning, zm. 15 sierpnia 1974 w Warnie) – niemiecki komunista.
Wychowywał się w sierocińcu; w wieku 18 lat, niedługo przed końcem I wojny światowej, został powołany do wojska. Po zakończeniu wojny związał się z ruchem komunistycznym. Był działaczem KPD, w której doszedł do stanowiska Kierownika Informacji Rzeszy (Reichsnachrichtenleiter). Angażował się w działalność Bawarskiej Republiki Rad.
Kilkukrotnie aresztowany za działalność komunistyczną, 11 kwietnia 1928 roku uciekł z berlińskiego więzienia i wyemigrował do ZSRR. W Moskwie kształcił się w Akademii Wojskowej, po czym w 1932 roku został wysłany do Chin jako wojskowy doradca Kominternu przy KC KPCh.
Przebywał w Harbinie, a następnie w Szanghaju, skąd we wrześniu 1933 roku przebrany za turystę przedostał się do prowincji Jiangxi, na terytorium proklamowanej przez komunistów Chińskiej Republiki Rad. Był jedynym cudzoziemcem, który wziął udział w Długim Marszu. Brał udział w naradzie, która zadecydowała o jego rozpoczęciu, podejrzewa się nawet, że miał istotny wpływ na podjęcie tej decyzji.
Na konferencji w Zunyi w styczniu 1935 roku i przejęciu władzy w KPCh przez Mao Zedonga Braun został poddany krytyce; zarzucono mu błędy taktyczne i operacyjne. Odsunięty Braun w 1939 roku powrócił do ZSRR, gdzie pracował jako tłumacz, redaktor i nauczyciel.
Do Niemiec powrócił dopiero w 1954 roku, pięć lat to utworzeniu NRD. Liczył na stanowisko w siłach zbrojnych, powierzono mu jednak zadanie zredagowania 40-tomowej edycji dzieł Lenina w języku niemieckim. W 1961 roku został przewodniczącym Związku Pisarzy NRD. Za chęć wprowadzenia twórczych dyskusji literackich w miejsce ideologicznej propagandy dwa lata później został usunięty z tego stanowiska.
W 1969 roku na łamach enerdowskiego tygodnika „Horizont” opublikował swoje wspomnienia z pobytu w Chinach pt. Od Szanghaju do Yan’an (Von Shanghai bis Jänan), w których ostro skrytykował Mao. Na fali narastającego wówczas konfliktu radziecko-chińskiego został wciągnięty w tryby antychińskiej propagandy. W 1973 roku ukazały się jego Zapiski chińskie (Chinesische Aufzeichnungen), o wyraźnie antymaoistowskiej wymowie. Odznaczony Orderem Karla Marksa oraz Orderem Zasług dla Ojczyzny (NRD) (1967).
Zmarł 15 sierpnia 1974 roku podczas urlopu w Bułgarii.